# Jagdgeschwader 334
La Jagdgeschwader 334 (JG 334) (334e escadron de chasseurs) est une unité de chasseurs de la Luftwaffe à l'aube de la Seconde Guerre mondiale.
Active de 1937 à 1938, l'unité était affectée aux missions visant à assurer la supériorité aérienne de l'Allemagne dans le ciel de l'Europe.

## Opérations
Le JG 334 opère sur des chasseurs :
- Arado Ar 68E
- Heinkel He 51
- Messerschmitt Bf 109B et D

## Organisation

### Stab. Gruppe
Formé le 15 mars 1937 à Mannheim-Sandhofen.

Le 1er novembre 1938, le Stab./JG 334 est renommé Stab/JG 133.
Geschwaderkommodore (Commandant de l'escadron) :
| Début          | Fin               | Grade          | Nom           |
| -------------- | ----------------- | -------------- | ------------- |
| 15 mars 1937   | 1er avril 1938    | Oberst         | Bruno Loerzer |
| 1er avril 1938 | 1er novembre 1938 | Oberstleutnant | Werner Junck  |

### I. Gruppe
Formé le 15 mars 1937 à Mannheim-Sandhofen avec :
- Stab I./JG 334 nouvellement créé
- 1./JG 334 nouvellement créé
- 2./JG 334 nouvellement créé
- 3./JG 334 nouvellement créé (le 1er juillet 1937)

Le 1er novembre 1938, le I./JG 334 est renommé I./JG 133 :
- Stab I./JG 334 devient Stab I./JG 133
- 1./JG 334 devient 1./JG 133
- 2./JG 334 devient 2./JG 133
- 3./JG 334 devient 3./JG 133

Gruppenkommandeure (Commandant de groupe) :
| Début              | Fin               | Grade     | Nom                        |
| ------------------ | ----------------- | --------- | -------------------------- |
| 15 mars 1937       | 30 juin 1937      | Hauptmann | Hubert Merhart von Bernegg |
| 1er juillet 1937   | 31 août 1937      | Hauptmann | Axel von Blomberg (en)     |
| 1er septembre 1937 | 1er novembre 1938 | Major     | Hans-Hugo Witt             |

### II. Gruppe
Formé le 15 mars 1937 à Mannheim-Sandhofen avec :
- Stab II./JG 334 nouvellement créé
- 4./JG 334 nouvellement créé
- 5./JG 334 nouvellement créé
- 6./JG 334 nouvellement créé (le 1er juillet 1937)

Le 1er novembre 1938, le II./JG 334 est renommé II./JG 133 :
- Stab II./JG 334 devient Stab II./JG 133
- 4./JG 334 devient 4./JG 133
- 5./JG 334 devient 5./JG 133
- 6./JG 334 devient 6./JG 133

Gruppenkommandeure :
| Début            | Fin               | Grade | Nom                            |
| ---------------- | ----------------- | ----- | ------------------------------ |
| 15 mars 1937     | 1er juillet 1937  | Major | Hans-Detlev Herhudt von Rohden |
| 1er juillet 1937 | 1er novembre 1938 | Major | Hubert Merhart von Bernegg     |

### III. Gruppe
Formé le 1er juillet 1938 à Mannheim-Sandhofen (1 staffel le 1er juillet 1938, le reste le 1er août 1938) avec :
- Stab III./JG 334 nouvellement créé
- 7./JG 334 nouvellement créé
- 8./JG 334 nouvellement créé
- 9./JG 334 nouvellement créé

Le 1er novembre 1938, le III./JG 334 est renommé I./JG 144 :
- Stab III./JG 334 devient Stab I./JG 144
- 7./JG 334 devient 1./JG 144
- 8./JG 334 devient 2./JG 144
- 9./JG 334 devient 3./JG 144

Gruppenkommandeure :
| Début            | Fin               | Grade     | Nom                  |
| ---------------- | ----------------- | --------- | -------------------- |
| 1er juillet 1938 | 1er novembre 1938 | Hauptmann | Walter Schmidt-Coste |